# هامیدو سینایوکو
هامیدو سینایوکو (انگلیسی: Hamidou Sinayoko؛ زادهٔ ۱۱ مارس ۱۹۸۶) بازیکن فوتبال اهل مالی است.
از باشگاه‌هایی که در آن بازی کرده است می‌توان به باشگاه ورزشی جولیبا اشاره کرد.
وی همچنین در تیم ملی فوتبال مالی بازی کرده است.